# Pylaisiella
Pylaisiella là một chi rêu trong họ Hypnaceae.